# Tainted Love
«Tainted Love» (в переводе с англ. — «Порочная любовь») — песня в жанре так называемого северного соула, написанная американским музыкантом и продюсером Эдом Коббом. Впервые записанная певицей Глорией Джонс, песня появилась на стороне «Б» выпущенного в 1965 году сингла «My Bad Boy’s Comin’ Home» и прошла незамеченной в хит-парадах. Несмотря на это, песня в 1970-х годах обрела популярность на английской клубной сцене.
В 1981 году «Tainted Love» была записана и выпущена синглом британской «нововолновой» группой Soft Cell; претерпев ряд изменений по сравнению с оригинальной версией, песня — главным образом, благодаря популярному в начале 80-х звучанию в стиле синтипоп — получила огромную популярность; заняв первые строчки в ряде чартов, «Tainted Love» стала наиболее узнаваемым треком дуэта. После этого «Tainted Love» неоднократно исполнялась другими музыкантами; в частности, свои варианты песни представили группы Coil и Marilyn Manson в 1985 и 2001 годах соответственно.

## История публикаций
По утверждению публициста Ника Талевски (Nick Talevski), Эд Кобб, — бывший участник группы The Four Prep, активно занявшийся продюсерской деятельностью с роспуском последней, — первоначально предполагал записать песню в исполнении группы The Standells, менеджером и продюсером которой Кобб был в то время; The Standells, по утверждению Талевски, отказались от записи песни; сами же участники группы на её странице в Facebook это отрицают, ссылаясь на отсутствие каких-либо контактов с Коббом до 1966 года.
В исполнении Глории Джонс — с ней Кобб познакомился через Хэла Дэвиса — песня впервые появилась в 1965 году как би-сайд сингла «My Bad Boy’s Comin’ Home». Выпуск сингла прошёл практически незаметно; песни не попали ни в британские, ни в американские хит-парады. Как Джонс признаёт позднее, она не сильно любила песню, поскольку не отражала в полной мере её стиль; кроме того, ей не нравилось слово «tainted» в названии песни, как слишком вульгарное.

В 1973 году британский диджей Ричард Сирлинг (англ. Richard Searling) приобрёл экземпляр сингла во время поездки в США. Песня, испытавшая весомое влияние мотаунского саунда (что включало в себя быстрый темп, использование женского бэк-вокала, духовых инструментов и ритм-гитары), оказалась по вкусу поклонникам северного соула на английской клубной сцене 70-х; Сирлинг популяризировал песню сначала в клубе «Va Va» в Болтоне, а позднее в уиганском «Казино». Узнав о вновь появившемся интересе к песне, Джонс — при участии своего бойфренда Марка Болана — перезаписала её в 1976 году; в новом варианте песня вошла на альбом Vixen, но как и прежде, не получила успеха.

### Версии Soft Cell (1981 и 1991)
Участники синтипоп-дуэта Soft Cell узнали о песне благодаря её популярности среди любителей северного соула; как сообщает диджей Йэн (Фрэнк) Дьюэрст (Ian "Frank" Dewhirst), он поставил пластинку «Tainted Love» в исполнении Джонс, когда к нему пришёл вокалист дуэта Марк Алмонд — его Дьюэрст, по собственным словам, старался избегать из-за склонности к дракам; узнав о песне, Алмонд попросил Дьюэрста записать её на магнитофон. Вскоре Soft Cell включили «Tainted Love» в свой репертуар, по жребию выбрав её вместо «The Night» Фрэнки Валли. На концертах «Taitned Love» привлекла внимание Роджера Эймса — A&R-менеджера лейбла Phonogram Records, предложившего группе записать сингл на студии Advision с продюсером Майком Торном. Последний впоследствии признавал, что был удивлён выбором именно «Tainted Love» — запись 1976 года в исполнении Джонс не оказала на него должного впечатления; когда же Soft Cell представили свою версию песни Торну, то он был впечатлён новой аранжировкой и «зловещим» вокалом Алмонда. Запись «Tainted Love», как сообщает Торн, составила полтора дня; при сведении финального варианта был использован первый дубль с вокала Алмонда.
Сингл на «Tainted Love» в исполнении Soft Cell, впервые выпущенный в июле 1981 года на лейбле Some Bizzare Records, стал вторым в карьере дуэта — первым был сингл на песню «Memorabilia», имевший популярность в клубах, но не попавший в чарты; в связи с этим представители Phonogram — с ним Soft Cell были связаны через контракт с Some Bizzare — намекнули на возможность расторжения последнего в случае неудачи следующего сингла. Тем не менее, песня получила большую популярность благодаря доминировавшему в те годы синтипоп-звучанию, подкреплённому исполнением песни в передаче Top of the Pops. По итогам 1981 года «Tainted Love» стала самым продаваемым синглом в Великобритании; по состоянию на ноябрь 2012 года проданный тираж сингла составил до 1 миллиона 270 тысяч экземпляров.
На «Tainted Love» в версии Soft Cell было снято два видеоклипа. Первый, включённый на видеоальбом Non-Stop Exotic Video Show, был снят режиссёром Тимом Поупом; в нём игрок в крикет — герой Дэвида Болла — встречает одетого в тогу Алмонда на горе Олимп. Другой видеоклип был снят музыкантом и дизайнером Питером Кристоферсоном на обновлённую версию песни, выпущенную синглом в 1991 году — спустя семь лет после роспуска Soft Cell; в нём Алмонд поёт на «фоне» звёздного неба, тогда как герой клипа танцует с приведениями. Ранее Кристоферсон также снял видеоклип на «Tainted Love» в исполнении своей группы Coil, вышедшую на стороне «Б» сингла «Panic» в 1985 году.

### Версия Marilyn Manson (2001)
Американская рок-группа Marilyn Manson записала для саундтрека фильма «Недетское кино» свою версию «Tainted Love», основанную на аранжировке с версии Soft Cell. Как сообщал фронтмен группы Мэрилин Мэнсон в интервью Иэну Уинвуду для журнала Kerrang!, новая кавер-версия была записана вскоре по завершении тура Guns, Gods and Goverment в поддержку альбома Holy Wood (In the Shadow of the Valley of Death); на записи Мэнсон, как он признаётся, не руководствовался ностальгией по 80-м, хотя и понимал это как основную задачу составителей саундтрека.
Промосингл на «Tainted Love» в исполнении Marilyn Manson был выпущен в ноябре 2001 года; коммерческий сингл вышел весной 2002 года; позднее эта кавер-версия была включена бонусным треком для международного издания альбома The Golden Age of Grotesque. В Великобритании песня стала крупнейшим хитом группы; за неделю до официального выхода сингла песня вошла в британский хит-парад синглов на шестой позиции, чему поспособствовали продажи импортных экземпляров; достигнув наивысшей пятой позиции, «Tainted Love» продержалась в общей сложности 22 недели.

## Премии и признание
В 2014 году британский музыкальный журнал New Musical Express поместил песню «Tainted Love» в оригинальном исполнении Глории Джонс на 305-е место своего списка «500 величайших песен всех времён». В 2002 году «Tainted Love» в исполнении Marilyn Manson была номинирована на премию Kerrang! в категории «Лучший сингл».

## Участие в чартах

### Версия Soft Cell

#### Недельные чарты
| Чарт (1981-82)                       | Наивысшая позиция |
| ------------------------------------ | ----------------- |
| Australia (Kent Music Report)        | 1                 |
| Австрия (Ö3 Austria Top 40)          | 2                 |
| Бельгия/Фландрия (Ultratop 50)       | 1                 |
| Canada (RPM 50 Singles)              | 1                 |
| SNEP                                 | 4                 |
| Германия (GfK)                       | 1                 |
| IRMA                                 | 4                 |
| Нидерланды (Dutch Top 40)            | 5                 |
| Нидерланды (Single Top 100)          | 7                 |
| Новая Зеландия (Recorded Music NZ)   | 2                 |
| Springbok Radio                      | 1                 |
| AFYVE                                | 4                 |
| Швеция (Sverigetopplistan)           | 4                 |
| Швейцария (Schweizer Hitparade)      | 2                 |
| UK Singles Chart                     | 1                 |
| Billboard Hot 100                    | 8                 |
| Billboard Hot Dance Club Play        | 4                 |
| Billboard Hot Mainstream Rock Tracks | 12                |

| Чарт (1985)      | Наивысшая позиция |
| ---------------- | ----------------- |
| UK Singles Chart | 43                |

| Чарт (1991)      | Наивысшая позиция |
| ---------------- | ----------------- |
| IRMA             | 4                 |
| UK Singles Chart | 5                 |

| Чарт (1999)                                  | Наивысшая позиция |
| -------------------------------------------- | ----------------- |
| Billboard Hot Dance Club Play                | 24                |
| Billboard Hot Dance Music/Maxi-Singles Sales | 6                 |

| Чарт (1981) | Место |
| ----------- | ----- |
| UK Singles  | 1     |

| Чарт (1982)            | Место |
| ---------------------- | ----- |
| Australia              | 3     |
| Canada (RPM)           | 7     |
| New Zealand            | 14    |
| U.S. Billboard Hot 100 | 11    |

### Версия Marilyn Manson
| Чарт (2001-02)                             | Наивысшая позиция |
| ------------------------------------------ | ----------------- |
| Австрия (Ö3 Austria Top 40)                | 2                 |
| Бельгия/Фландрия (Ultratip Bubbling Under) | 18                |
| Бельгия/Валлония (Ultratip Bubbling Under) | 16                |
| Бельгия/Фландрия (Ultratop 50)             | 11                |
| Бельгия/Валлония (Ultratop 50)             | 7                 |
| Дания (Tracklisten)                        | 3                 |
| Eurochart Hot 100                          | 3                 |
| Финляндия (Suomen virallinen lista)        | 11                |
| Франция (SNEP)                             | 25                |
| Германия (GfK)                             | 3                 |
| IRMA                                       | 11                |
| Италия (FIMI)                              | 2                 |
| Нидерланды (Single Top 100)                | 44                |
| Норвегия (VG-lista)                        | 7                 |
| Polish Singles Chart                       | 20                |
| Billboard                                  | 1                 |
| Scottish Singles Chart                     | 4                 |
| Испания (PROMUSICAE)                       | 4                 |
| Швеция (Sverigetopplistan)                 | 11                |
| Швейцария (Schweizer Hitparade)            | 2                 |
| UK Singles Chart                           | 5                 |
| Billboard Mainstream Rock Tracks           | 30                |
| Billboard Modern Rock Tracks               | 33                |

## Цитаты
1. 1 2  «Ещё одним примером „блуждающих“ композиций в истории поп-музыки служит песня „SOS“ — главный хит певицы Рианны за 2006 год. Композиция, по большей части, основана на известном образце северного соула — песне „Tainted Love“, известной, главным образом, благодаря её записи Soft Cell в 1981 году, и позднее — в 2001 году — в хард-роковой обработке Мэрилина Мэнсона.»[2]Оригинальный текст (англ.)Another example of the meandering track of pop history is Rihanna's major hit of 2006, S.O.S. (Rescue Me). The song is significantly based on the northern soul hit Tainted Love, a song mainly known thanks to Soft Cell's Hit-recording of 1981 and, in Europe, also by Marilyn Manson with his hardrock version of 2001.
2. ↑  «В США Soft Cell, — дуэт вокалиста Марка Алмонда и клавишника Дэвида Болла, — считался классической группой одного хита, каковым был кавер на „Tainted Love“ Глории Джонс, благодаря синтипоп-саунду и жалобному вокалу Алмонда завоевавший сначала популярность в клубах, а затем — и первые строчки хит-парадов»[15].Оригинальный текст (англ.)"In the U.S., Soft Cell, the British duo of singer Marc Almond and instrumentalist David Ball, was a classic one-hit wonder, that hit being the remake of Gloria Jones' "Tainted Love," which dominated dance clubs and eventually peaked in the pop Top Ten with its synth-pop sound and Almond's plaintive vocal in 1981-1982."
3. ↑  «Если бы два диска свели в один, это был бы невероятно мощный релиз. Даже при наличии проходных треков, в сборник вошёл ряд крупнейших хитов „новой волны“. „Cars“ (Гэри Ньюмана), „Tainted Love“ (Soft Cell), „Everything Counts“ (Depeche Mode), „I Ran“ (A Flock of Seagulls) и „Dance Hall Days“ (Wang Chung) — вот те мелодии, что определяли эпоху»[16].Оригинальный текст (англ.)"If the two discs were boiled down to one it would be an incredibly strong collection, but even as it is with a bit of filler included, the collection has some of the biggest hits of the new wave era. Songs like "Cars" by Gary Numan, "Tainted Love" by Soft Cell, "Everything Counts" by Depeche Mode, "I Ran" by A Flock of Seagulls, and "Dance Hall Days" by Wang Chung are the type of tunes that define the era."
4. ↑  «„Вы могли почуять кокс в той версии 1976 года — столь перенапряжённой и неистовой, — утверждает Торн. — Хорошая пластинка для танцпола, но не для меня — тогда я не обратил на неё внимания. Но когда свою версию [песни] сыграли Soft Cell, я услышал очень романтичный звук и очень приятный вокал — так и пошло.“»[20]
Оригинальный текст (англ.)"You could smell the coke on that second, Northern Soul version,” Thorne asserts. "It was really so over-ramped and so frantic. It was good for the dance floor, but I didn't like the record and didn't pay much attention to it. On the other hand, when Soft Cell performed the song I heard a very novel sound and a very nice voice, so off we went.